# Ophiocaryon barnebyanum
Ophiocaryon barnebyanum är en tvåhjärtbladig växtart som beskrevs av Aymard och Daly. Ophiocaryon barnebyanum ingår i släktet Ophiocaryon och familjen Sabiaceae. Inga underarter finns listade.